# Love Bites (Def Leppard)
Love Bites è una power ballad del gruppo musicale britannico Def Leppard, estratta come quinto singolo dal loro album di maggior successo commerciale, Hysteria del 1987. Il testo della canzone tratta della sofferenza di un uomo per un amore non ricambiato.
Dopo l'enorme successo ottenuto dal singolo precedente, Pour Some Sugar on Me, Love Bites è stata pubblicata nell'estate del 1988, diventando l'unico singolo dei Def Leppard ad aver raggiunto il primo posto della Billboard Hot 100 negli Stati Uniti. È inoltre arrivata alla posizione numero 11 della Official Singles Chart nel Regno Unito.
La canzone è stata inserita da VH1 alla posizione numero 8 nella classifica delle "25 più grandi power ballad" e alla posizione numero 52 nella classifica delle "100 più grandi canzoni d'amore".

## Tracce

### 7": Bludgeon Riffola / Vertigo / Polygram / 830 675-1 (USA)
1. Love Bites
2. Billy's Got a Gun (Live)

La traccia live è stata registrata a Tilburg, nei Paesi Bassi, nel 1987

## Formazione
- Joe Elliott – voce
- Steve Clark – chitarra
- Phil Collen – chitarra, cori
- Rick Savage – basso, cori
- Rick Allen – batteria

Altri musicisti
- Philip Nicholas – tastiera

## Classifiche
| Classifica (1988) | Posizione massima |
| ----------------- | ----------------- |
| Australia         | 21                |
| Canada            | 6                 |
| Nuova Zelanda     | 2                 |
| Regno Unito       | 11                |
| Stati Uniti       | 1                 |